# Rotuma
Rotuma é uma dependência das Fiji. Inclui a ilha de Rotuma e os ilhéus de Hatana, Hofliua, Solkope, Solnohu e Uea. A principal ilha fica a cerca de 465 km de distância das mais próximas ilhas do país em outras dependências.

## Ligações externas

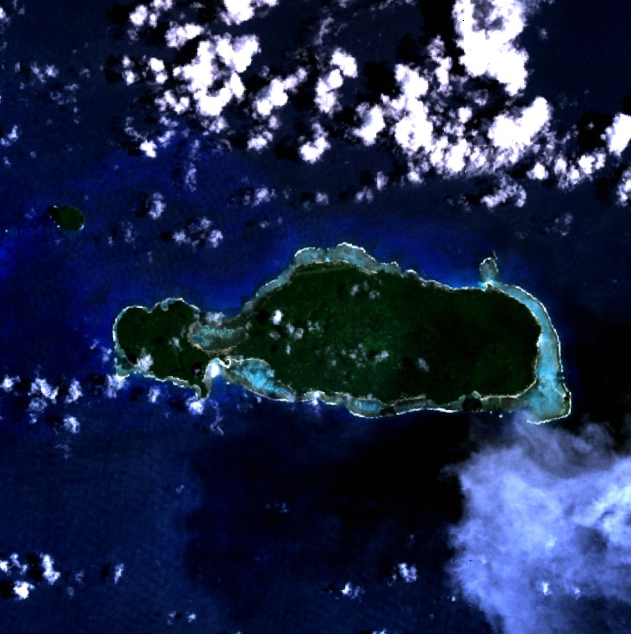
Imagem de satélite da ilha de Rotuma

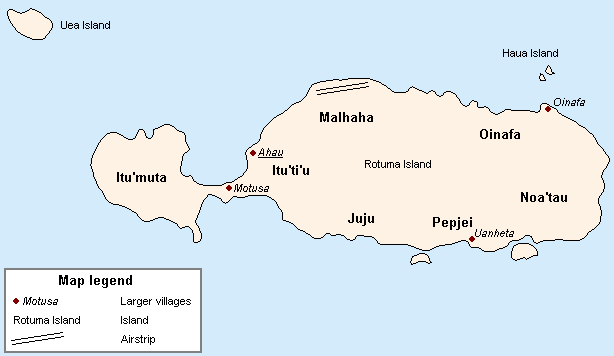
Principais cidades da ilha de Rotuma